# Gumtäkt botaniska trädgård
Gumtäkt botaniska trädgård (finska: Kumpulan kasvitieteellinen puutarha) är en botanisk trädgård som anlagts på markerna kring Gumtäkts herrgård i Gumtäkt omkring 4 km nordnordost om centrala Helsingfors. Den drivs av Helsingfors universitet och började anläggas 1987. Den öppnade för allmänheten i juni 2009.